# Bezvučni postalveolarni frikativ
Bezvučni postalveolarni frikativ ili bezvučni palatoalveolarni frikativ suglasnik je koji postoji u mnogim svjetskim jezicima, a u međunarodnoj fonetskoj abecedi za njega se koristi simbolom [ʃ].
Simbol <ʃ> kreirao je Isaac Pitman i ne treba ga brkati sa sličnim znakom za integral ∫. Alternativni je simbol kojim se koristi u starijoj literaturi š, s s kvačicom.
Glas postoji u standardnom hrvatskom i svim narječjima; standardni pravopis hrvatskog jezika koristi se simbolom š, (vidjeti slovo š).
Karakteristike su:
- po načinu tvorbe jest sibilantski frikativ
- po mjestu tvorbe jest postalveolarni suglasnik
- po zvučnosti jest bezvučan.